# ميناء حاويات

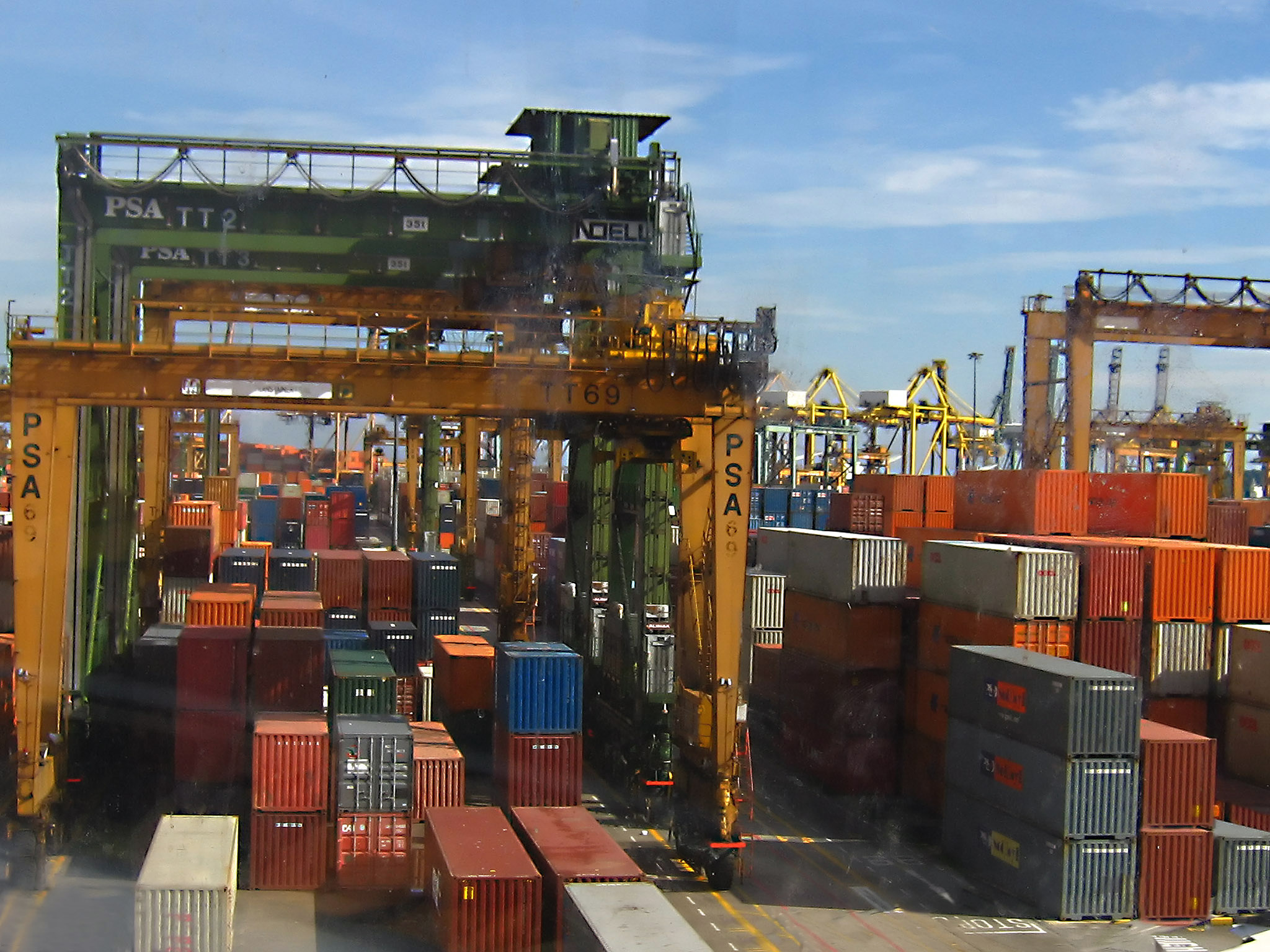
مداخن الحاويات في محطة الحاويات كيبل في سنغافورة

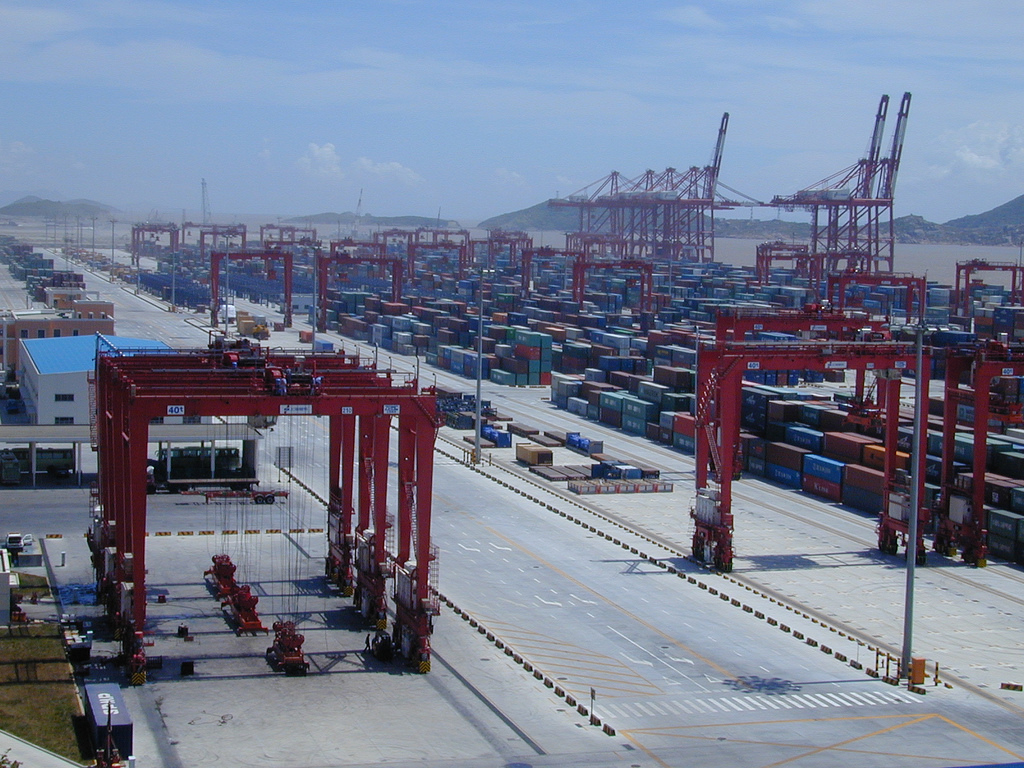
ميناء شنغهاي هو أكثر موانئ العالم إنشغالاً

ميناء حاويات هو مرفق يتم من خلاله شحن الحاويات بين عربات النقل المختلفة، لتنقل بعد ذلك. قد يكون الترانزيت بين سفن الحاويات والمركبات البرية، على سبيل المثال القطارات أو الشاحنات، وفي هذه الحالة يتم وصف المحطة محطة الحاويات البحرية.
بدلا من ذلك إعادة الشحن قد تكون بين المركبات البرية، وعادة ما بين قطار وشاحنة، وفي هذه الحالة يتم وصف محطة ك  محطة الحاويات الداخلية .
ميناء نيوارك اليزابيث على خليج نيوارك في ميناء نيويورك ونيو جيرسي تعتبر محطة الحاويات الأولى في العالم. في 26 أبريل عام 1956، وX مثالية تم تزويرها لتجربة لاستخدام حاويات الشحن الموحدة التي كانت مكدسة ثم تفرغ لهيكل الشاحنة متوافقة على مفهوم ميناء Newark.The تم وضعها من قبل شركة النقل بالشاحنات ماكلين. في 15 أغسطس 1962، في هيئة ميناء نيويورك ونيو جيرسي فتح ميناء الحاويات الأولى في العالم، إليزابيث المحطة البحرية.
محطات الحاويات البحرية تميل إلى أن تكون جزءا من أكبر ميناء، ويمكن العثور عليها أكبر محطات الحاويات البحرية الواقعة حول تخصص مرفأ. محطات الحاويات الداخلية تميل إلى أن يكون موجودا في أو بالقرب من المدن الكبرى، مع وصلات السكك الحديدية جيدة لمحطات الحاويات البحرية.
كل من المحطات البحرية والحاويات الداخلية عادة ما توفر مرافق التخزين لكل من الحاويات المحملة والفارغة. يتم تخزين الحاويات المحملة لفترات قصيرة نسبيا، بينما تنتظر نقلها لاحقا، في حين قد يتم تخزين الحاويات المفرغة لفترات أطول في انتظار استخدامها المقبل. مكدسة حاويات عادة للتخزين، ومعروفة مخازن الناتج كما مداخن الحاوية.
في السنوات الأخيرة التقدم المنهجي بشأن عمليات محطة الحاويات قد تحسنت إلى حد كبير. للحصول على وصف مفصل وقائمة شاملة من المراجع انظر على سبيل المثال، والأدب بحوث العمليات.